# Милиция Республики Беларусь
Милиция Республики Беларусь — правоохранительный орган Республики Беларусь.
Милиция состоит из криминальной милиции, милиции общественной безопасности и иных подразделений, создаваемых для выполнения задач милиции по решению министра внутренних дел, если иное не определено президентом Республики Беларусь.
Органы внутренних дел — государственные правоохранительные органы, осуществляющие борьбу с преступностью, охрану общественного порядка и обеспечивающие общественную безопасность в соответствии с задачами, возложенными на них законом Республики Беларусь «Об органах внутренних дел» № 263-З от 17.07.2007 и иными законодательными актами Республики Беларусь.
Органы внутренних дел являются составной частью системы обеспечения национальной безопасности Республики Беларусь.

## История

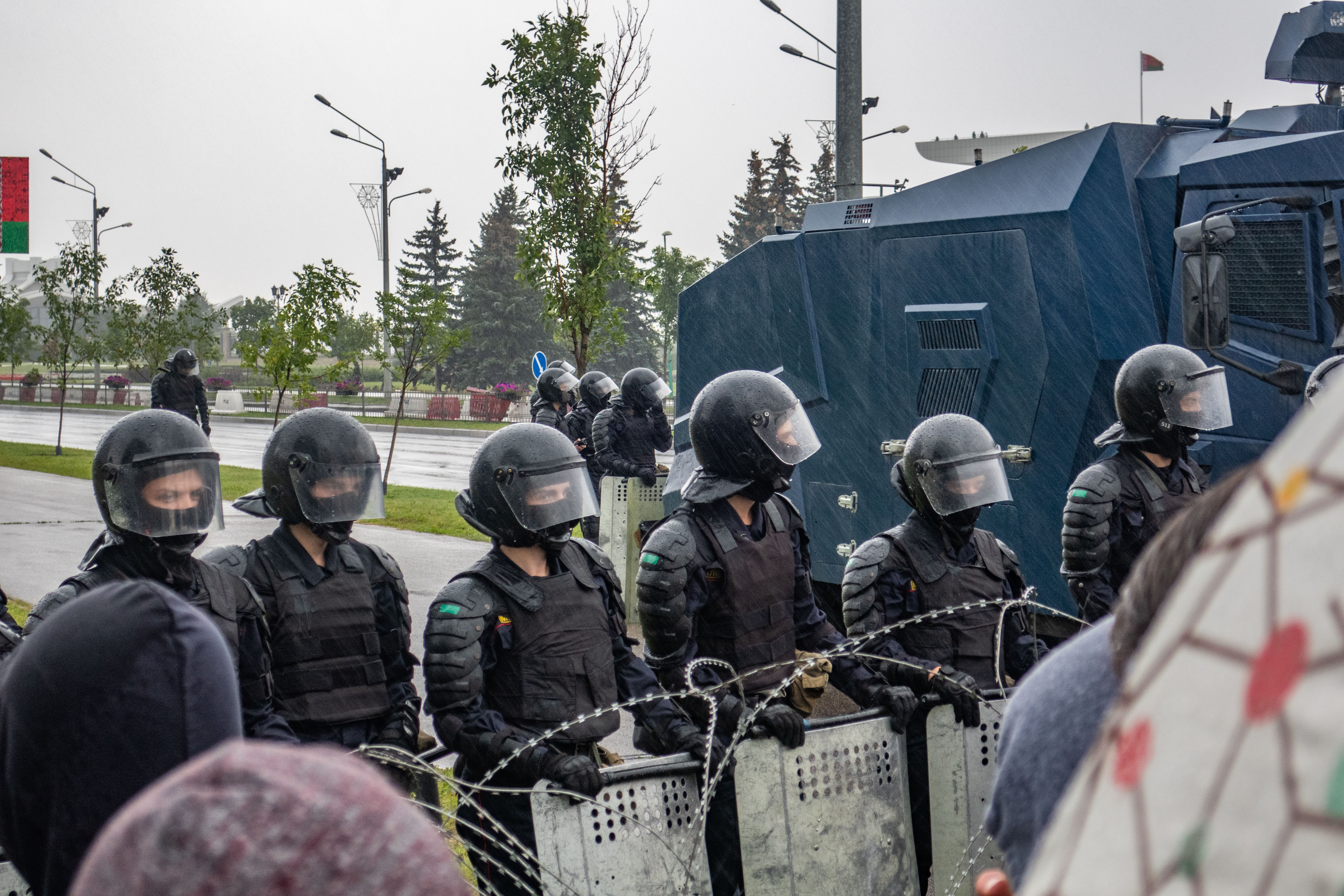
Сотрудники МВД в оцеплении во время массовых протестов. Минск, 6 сентября 2020

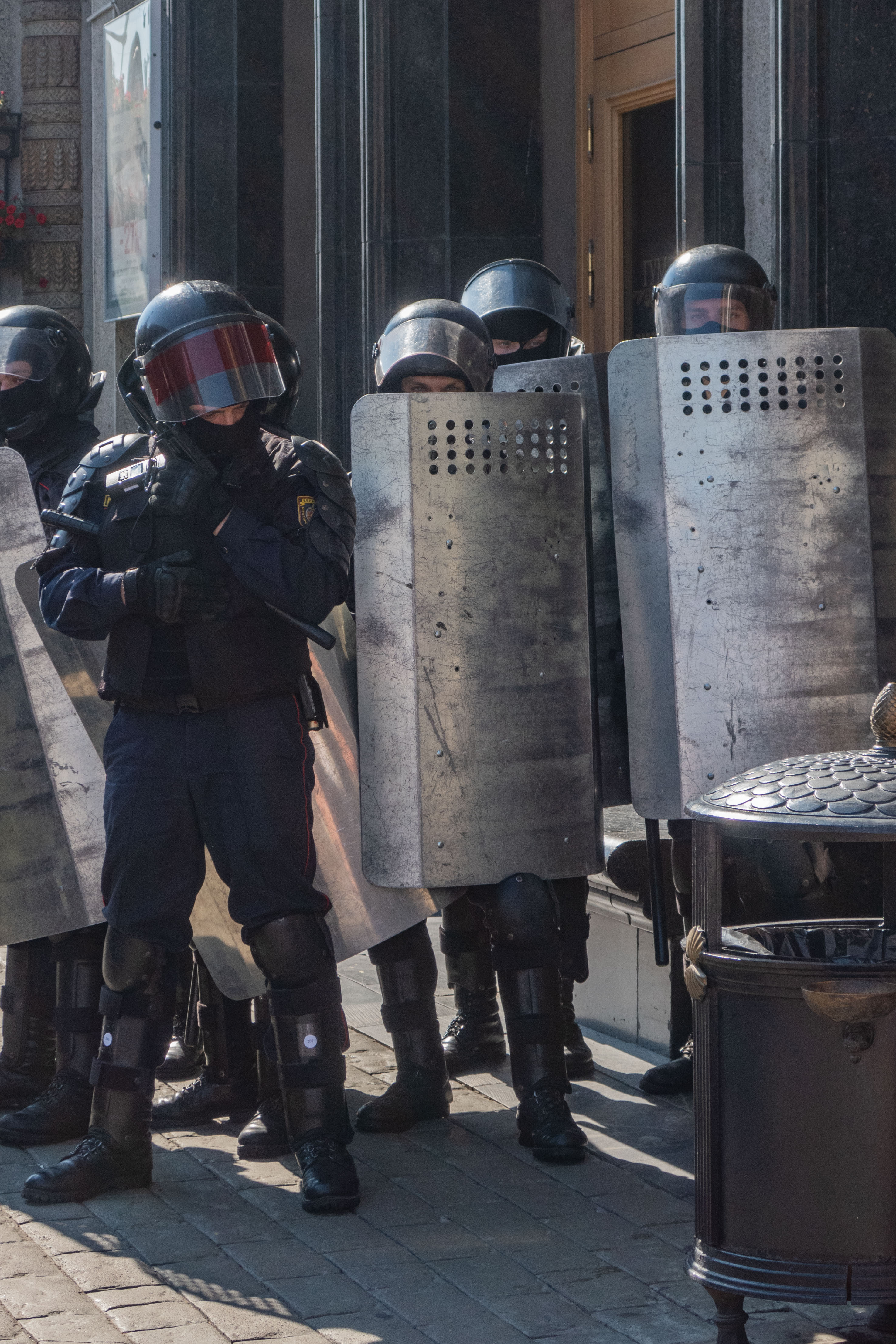
Сотрудники МВД в оцеплении во время массовых протестов. Минск, 30 августа 2020

4 марта 1917 года приказом гражданского коменданта города Минска Михайлов Михаил Александрович (по паспортным данным, настоящее имя Михаил Васильевич Фрунзе) был назначен временным начальником милиции Всероссийского Земского Союза по охране порядка в городе Минске. Эта дата считается Днём рождения белорусской милиции. В честь столетия милиции страны в Гомеле был открыт памятник.

## Структура
МВД
- Криминальная милиция
  - Главное управление уголовного розыска
  - Главное управление по борьбе с экономическими преступлениями
  - Главное управление по наркоконтролю и противодействию торговле людьми
- Милиция общественной безопасности
  - Главное управление охраны правопорядка и профилактики
  - Главное управление государственной автомобильной инспекции
  - Управление оперативно-дежурной службы
- Главное управление кадров
- Главное управление идеологической работы
- Главное управление собственной безопасности
- Главное контрольно-ревизионное управление
- Главное управление по борьбе с организованной преступностью и коррупцией
- Штаб
- Управление международного сотрудничества
- Управление по защите государственных секретов
- Департамент обеспечения оперативно-розыскной деятельности
- Департамент по гражданству и миграции
- Департамент исполнения наказаний
- Департамент финансов и тыла
- Главное управление командующего внутренними войсками
- Департамент охраны
- Национальное центральное бюро Интерпола в Беларуси
- Управление информации и общественных связей
- Управление по раскрытию преступлений в сфере высоких технологий
- Управление надзорно-исполнительной деятельности
- Учебные заведения
  - Академия МВД Республики Беларусь
  - Могилевский институт МВД
  - Центр повышения квалификации руководящих работников и специалистов МВД
  - Факультет внутренних войск Военной академии
  - Специализированный лицей МВД РБ
- Информационный центр

## Специальные звания
| Категория                         | Рядовой состав  | Сержантский состав      | Сержантский состав | Сержантский состав      | Сержантский состав | Прапорщики        | Прапорщики                |
| --------------------------------- | --------------- | ----------------------- | ------------------ | ----------------------- | ------------------ | ----------------- | ------------------------- |
| Погон милиции                     |                 |                         |                    |                         |                    |                   |                           |
| Погон милиции (Курсант)           |                 |                         |                    |                         |                    |                   |                           |
| Cъемные муфты для погон           |                 |                         |                    |                         |                    |                   |                           |
| Cъемные муфты для погон (Курсант) |                 |                         |                    |                         |                    |                   |                           |
| Звание                            | Рядовой милиции | Младший сержант милиции | Сержант милиции    | Старший сержант милиции | Старшина милиции   | Прапорщик милиции | Старший прапорщик милиции |

| Категории               | Средний начальствующий состав | Средний начальствующий состав | Средний начальствующий состав | Средний начальствующий состав | Старший начальствующий состав | Старший начальствующий состав | Старший начальствующий состав | Высший начальствующий состав | Высший начальствующий состав | Высший начальствующий состав |
| ----------------------- | ----------------------------- | ----------------------------- | ----------------------------- | ----------------------------- | ----------------------------- | ----------------------------- | ----------------------------- | ---------------------------- | ---------------------------- | ---------------------------- |
| Погон милиции           |                               |                               |                               |                               |                               |                               |                               |                              |                              |                              |
| Cъемные муфты для погон |                               |                               |                               |                               |                               |                               |                               |                              |                              |                              |
| Звание                  | Младший лейтенант милиции     | Лейтенант милиции             | Старший лейтенант милиции     | Капитан милиции               | Майор милиции                 | Подполковник милиции          | Полковник милиции             | Генерал-майор милиции        | Генерал-лейтенант милиции    | Генерал-полковник милиции    |

## Экипировка

### Техника
| Изображение | Тип                    | Производство | Назначение                         | Количество | Примечания                                                                                      |
| ----------- | ---------------------- | ------------ | ---------------------------------- | ---------- | ----------------------------------------------------------------------------------------------- |
|             | LADA Priora            | Россия       | Патрульная машина                  | -          | Используются: - Патрульно-постовой службой милиции. - Участковыми инспекторами милиции.         |
|             | УАЗ-452                | Россия       | Патрульная машина                  | -          | Используются: - Патрульно-постовой службой милиции.                                             |
|             | УАЗ Хантер             | Россия       | Патрульная машина                  | -          | Используются: - Участковыми инспекторами милиции. - Патрульно-постовой службой милиции.         |
|             | УАЗ Патриот            | Россия       | Патрульная машина                  | -          | Используются: - Государственной автомобильной инспекцией. - Патрульно-постовой службой милиции. |
|             | ВАЗ-2131 «Нива»        | Россия       | Патрульная машина                  | -          | Используются: - Участковыми инспекторами милиции - Подразделениями департамента охраны МВД      |
|             | Соболь                 | Россия       | Специальный автомобиль             | -          | Используются: - Оперативно-следственными подразделениями.                                       |
|             | МАЗ-4370               | Беларусь     | Специальный автомобиль («автозак») | -          | Используются: - Для перевозки подозреваемых и обвиняемых.                                       |
|             | Chevrolet Niva         | Россия       | Патрульная машина                  | -          | Используются: - Подразделениями департамента охраны МВД                                         |
|             | Skoda Octavia          | Чехия        | Патрульная машина                  | -          | Используются: - Государственной автомобильной инспекцией                                        |
|             | BMW 3                  | Германия     | Патрульная машина                  | -          | Используются: - Специальным подразделением ГАИ «Стрела»                                         |
|             | Geely Emgrand          | Беларусь     | Патрульная машина                  | -          | Используются: - Государственной автомобильной инспекцией                                        |
|             | Chevrolet Cruze        |              | Патрульная машина                  | -          | Используются: - Подразделениями департамента охраны МВД                                         |
|             | Ford Mondeo            |              | Патрульная машина                  | -          | Используются: - Государственной автомобильной инспекцией                                        |
|             | «Забор-Барьер» (слева) |              | Мобильная баррикада                | -          | Используется подразделениями ОМОН                                                               |
|             | «Рубеж»                |              | Мобильная баррикада                | -          | Используется подразделениями ОМОН                                                               |
|             | Streit Predator        |              | Водомёт                            | 3          | Используется подразделениями ОМОН и Внутренних войск МВД РБ                                     |

## Переименование милиции в полицию
Основными преградами для переименования милиции в полицию (бел. паліцыя) в Беларуси является финансовые и моральные.
Президент Республики Беларусь Александр Лукашенко сказал в 2012 году следующее: «Я не просто так сказал о том, что нам надо реформировать МВД, но реформировать, не ломая (не заниматься сменой вывесок), как это обычно бывало, может быть, и у нас, и у наших соседей. Мы не собираемся ни переименовывать МВД как-то иначе (в полицию, например). Реформа должна заключаться в совершенствовании той структуры (милиции), которая сегодня создана. Это принципиальное и концептуальное положение развития нашего государства. Реформу мы всегда должны понимать как совершенствование»

## Нарушения прав человека
После подавления протестов 2020 года, повилось больше количество сообщений о различных нарушениях прав человека со стороны правоохранительных органов и систем страны, в том числе избиения при задержаниях, пытки задержанных и заключённых. Комитет против пыток Управления Верховного комиссара ООН по правам человека выпустил уже 5 обзоров по Беларуси. Эксперты в частности подняли вопрос о создании независимой системы наблюдения за местами задержания, отметив, что текущая система не кажется эффективной против пыток и жестокого обращения в местах содержания, в том числе внутри милицейских участков.
Наряду с насилием в практику вошло демонстративное унижение задержанных на видео. В июне 2022 года одного задержанного заставили на камеру с помощью иголок и чернил сводить татуировку, в которой присутствовала свастика. Другим активистам для записи «покаянных» видео могли нарисовать что-то на лице или наклеить на него протестную атрибутику.